# ستيفن هنتر (ممثل)
ستيفن هنتر (بالإنجليزية: Stephen Hunter)‏ هو ممثل نيوزلندي، ولد في 28 أكتوبر 1968 بويلينغتون في نيوزيلندا.

## أعمال

### أفلام
- (2012)  رحلة غير متوقعة[4]
- (2013)  قفرة سموغ
- (2014)  معركة الجيوش الخمسة

## وصلات خارجية
- ستيفن هنتر على موقع IMDb (الإنجليزية)
- ستيفن هنتر على موقع ميتاكريتيك (الإنجليزية)
- ستيفن هنتر على موقع روتن توميتوز (الإنجليزية)
- ستيفن هنتر على موقع ألو سيني (الفرنسية)
- ستيفن هنتر على موقع أول موفي (الإنجليزية)
- ستيفن هنتر على موقع قاعدة بيانات الأفلام السويدية (السويدية)
- ستيفن هنتر على موقع قاعدة بيانات الفيلم (الإنجليزية)
- ستيفن هنتر على موقع كينوبويسك (الروسية)